# Itäinen Kesäkotajärvi
Itäinen Kesäkotajärvi och Kesäkotajärvi, eller Kesäkotajärvet är sjöar i Finland. De ligger i kommunen Enare i landskapet Lappland, i den norra delen av landet, 1 000 km norr om huvudstaden Helsingfors. Itäinen Kesäkotajärvi ligger 202,4 meter över havet. Omgivningarna runt Itäinen Kesäkotajärvi är i huvudsak ett öppet busklandskap. Arean är 23,1 hektar och strandlinjen är 2,12 kilometer lång. Sjön  ingår i Pasvik älvs huvudavrinningsområde. 